# Meriden (Kansas)
Meriden es una ciudad ubicada en el condado de Jefferson en el estado estadounidense de Kansas. En el año 2010 tenía una población de 813 habitantes y una densidad poblacional de 903,33 personas por km².

## Geografía
Meriden se encuentra ubicada en las coordenadas 39°11′21″N 95°34′6″O / 39.18917, -95.56833 (39.189036, -95.568360).

## Demografía
Según la Oficina del Censo en 2000 los ingresos medios por hogar en la localidad eran de $40,221 y los ingresos medios por familia eran $45,278. Los hombres tenían unos ingresos medios de $35,515 frente a los $25,769 para las mujeres. La renta per cápita para la localidad era de $16,008. Alrededor del 5.9% de la población estaban por debajo del umbral de pobreza.